# National Zeitung
Национальная газета (нем. National Zeitung) — еженедельная газета, выходившая с 1951 по 2019 год. Редактором являлся Герхард Фрай, основатель Немецкого народного союза.

## Обзор
Газета являлась официальной печатью не только Немецкого народного союза, но и всех ультраправых Германии. Она вела обзор событий в стране и толковала их с точки зрения ультраправых. В издании присутствовало очень много сходств в стиле описываемых событий с официальной газетой немецких республиканцев «Die Republikaner».

## Попытка запрета
В апреле 1992 года Федеральная служба защиты конституции Германии попыталась закрыть газету как противоречащую демократическим ценностям и пропагандирующую неонацизм, однако правительство не решилось запрещать данное издание к печати. В декабре того же года Федеральная служба попыталась запретить и газету республиканцев, пытаясь вскрыть личную переписку членов партии и организовать прослушивание телефонных звонков. Однако оба издания не были запрещены законом.
Тем не менее в конце 2019 года издатель сообщил на официальном сайте о закрытии газеты.